# Gedenkstätte Lindenstraße 54/55

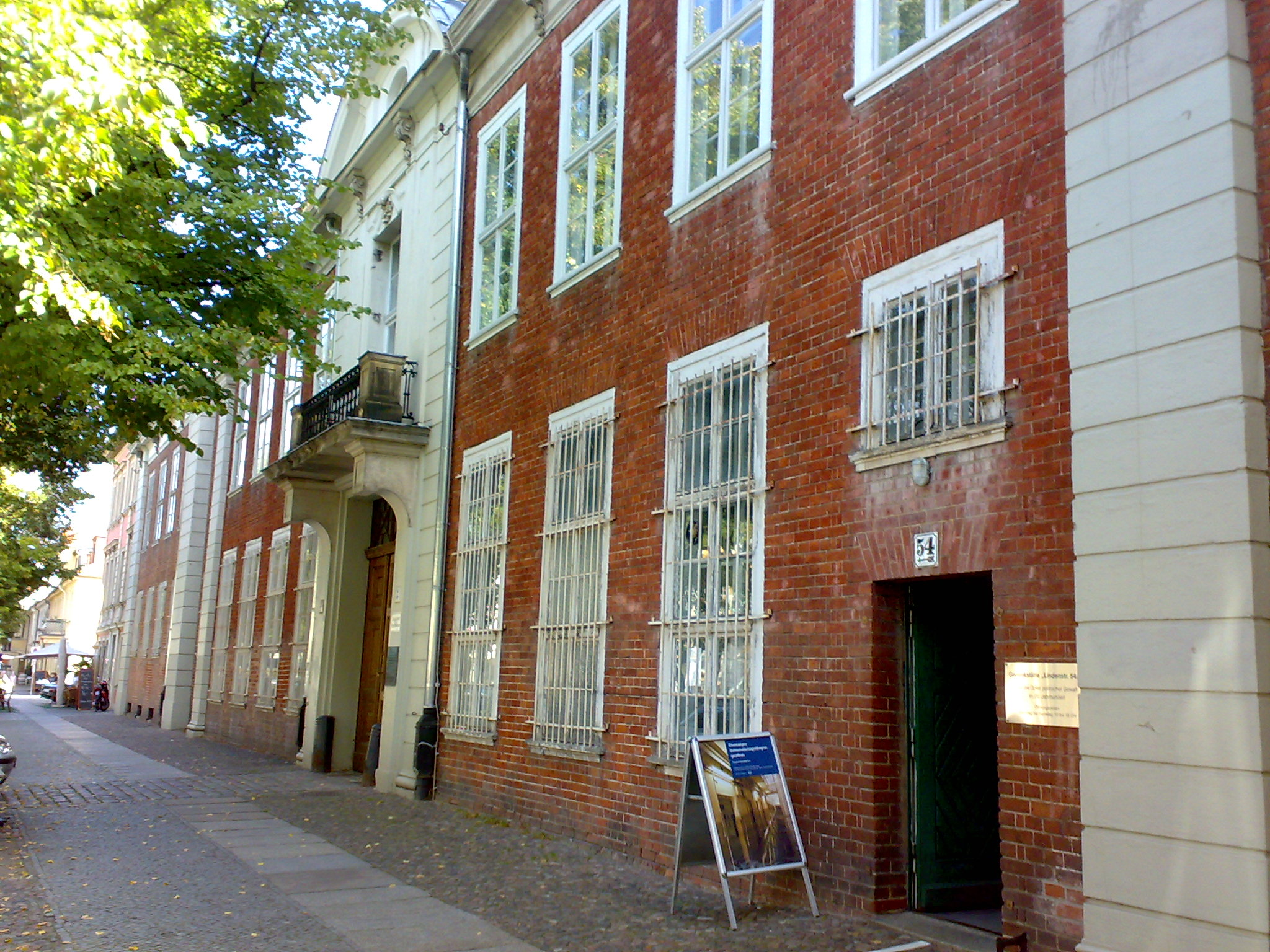
Straßenfront der Gedenkstätte

Die Gedenkstätte Lindenstraße 54/55 in Potsdam erinnert an die politische Verfolgung in beiden deutschen Diktaturen. Das im Volksmund „Lindenhotel“ genannte Haus diente in der Zeit des Nationalsozialismus als Untersuchungsgefängnis für politische Häftlinge und wurde nach dem Krieg durch den sowjetischen Geheimdienst NKWD/MGB und später die Staatssicherheit der DDR in gleicher Funktion übernommen. Nach der politischen Wende wurde es zum Haus der Demokratie und ab 2007 als Gedenkstätte genutzt.

## Das Gerichtsgebäude

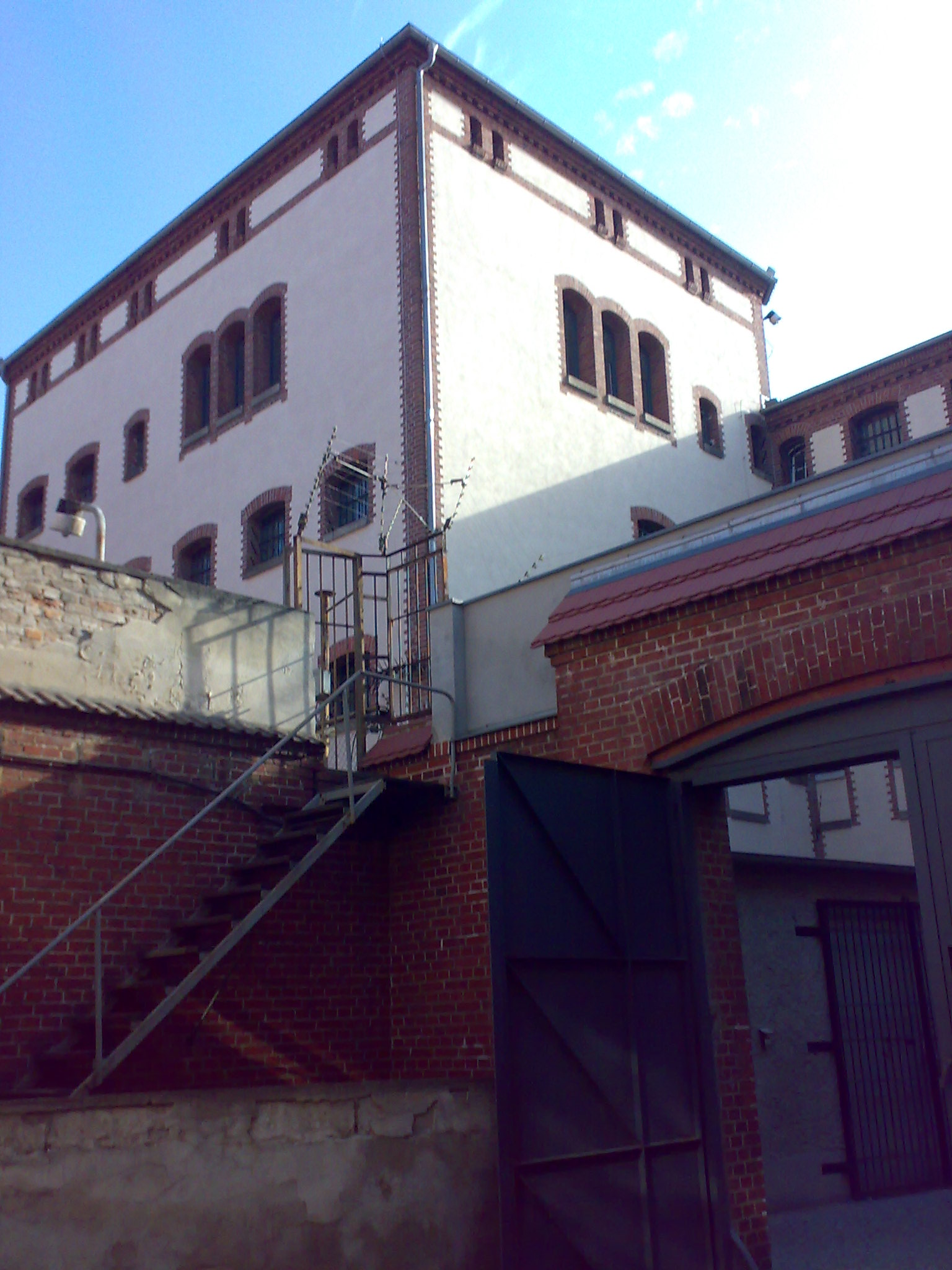
Zellentrakt

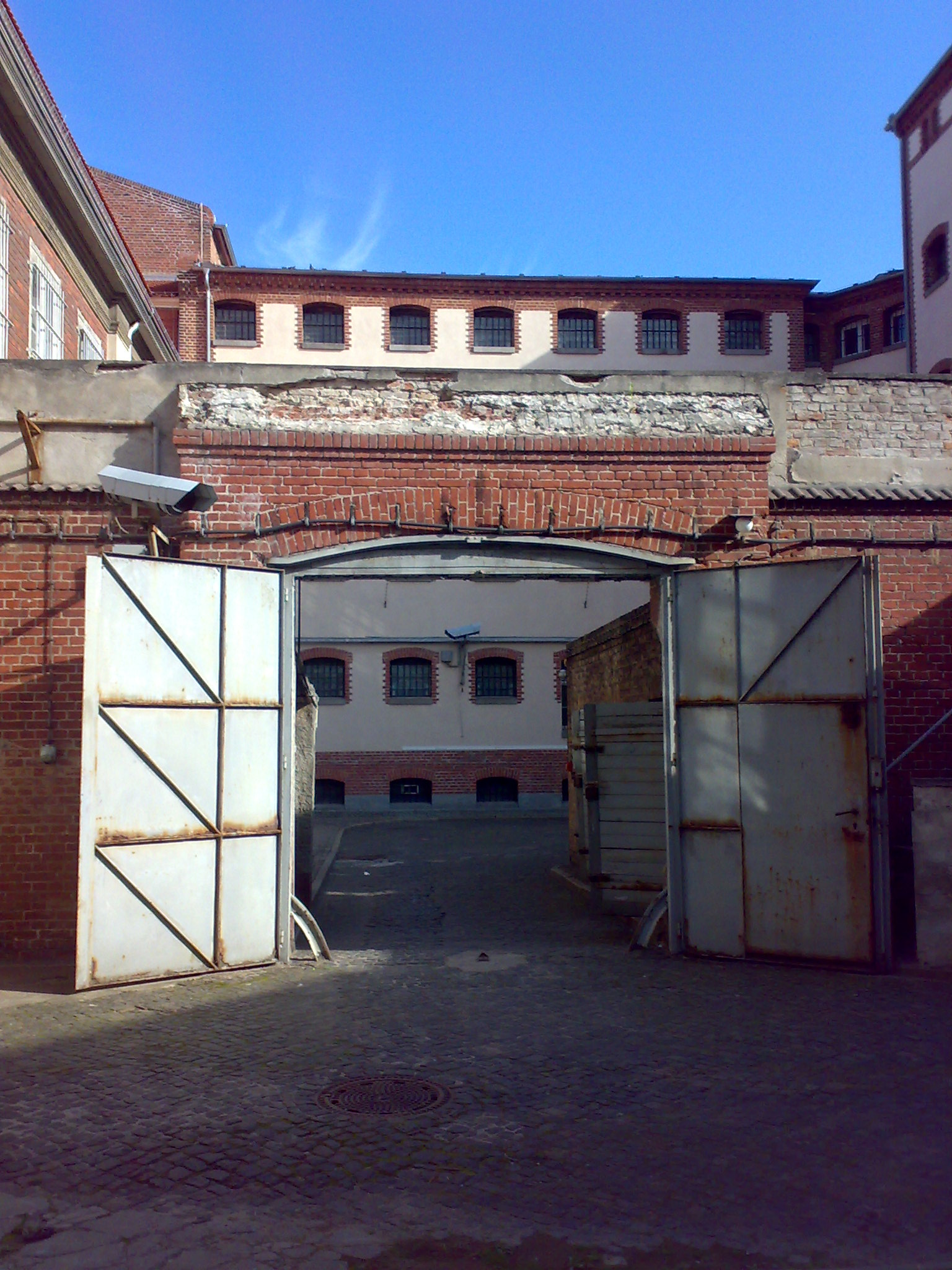
Innenhof

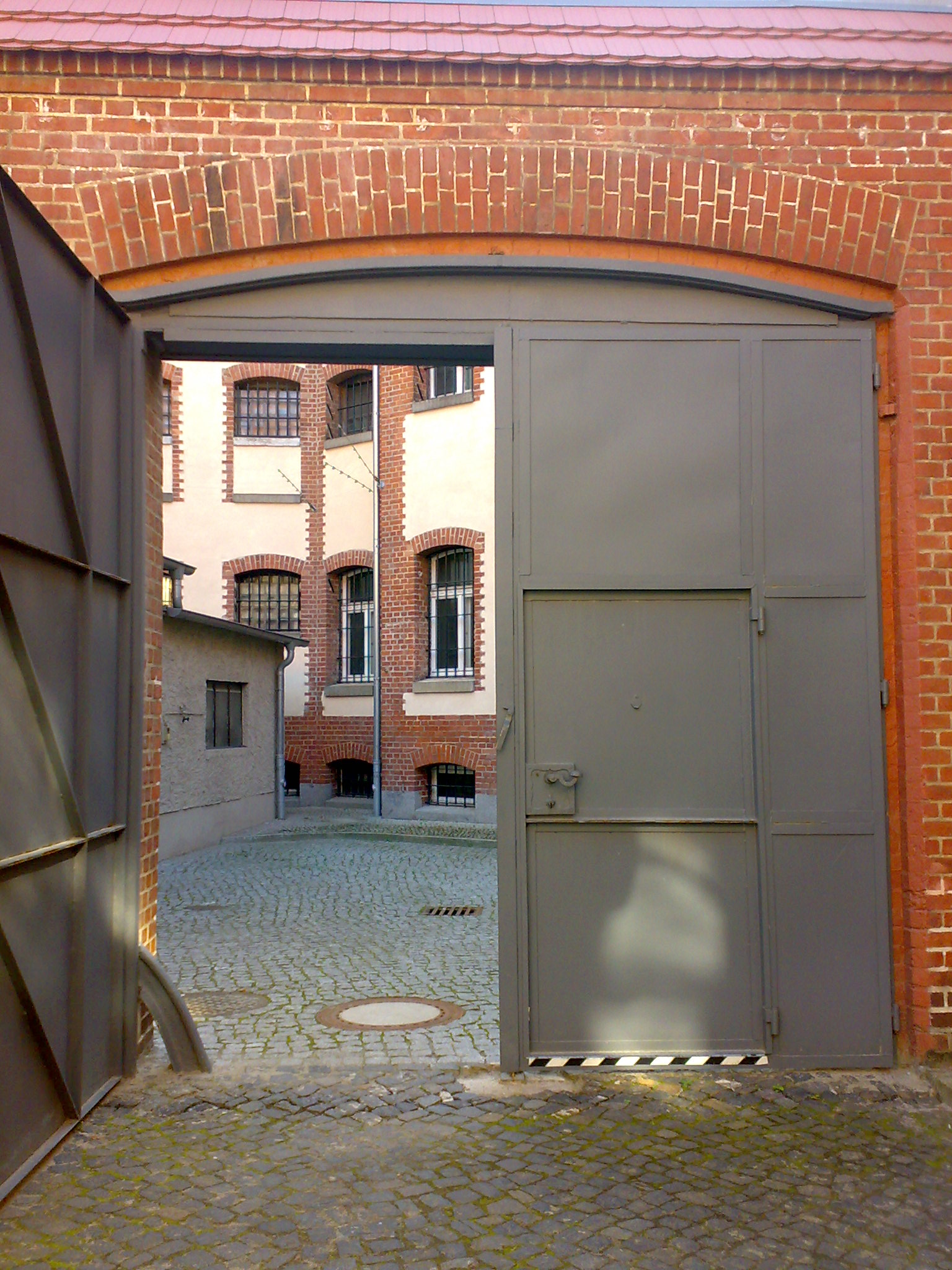
Gefängnishof

Von 1734 bis 1737 wurde das spätere Gerichtsgebäude als „Großes Holländisches Haus“ im Auftrag des Soldatenkönigs erbaut. Es handelte sich um ein, im holländischen Stil aus roten Ziegeln errichtetes, barockes Stadtpalais mit Stallungen und weiteren Nebengebäuden im Hof, welches Friedrich Wilhelm I. 1738 an die Potsdamer Kämmerei schenkte, die es fortan an Stadtkommandanten vermietete. Zwischen 1778 und 1787 wohnte hier der engagierte Reformpolitiker und Förderer der Stadt Potsdam, General Friedrich Wilhelm von Rohdich.
Unter französischer Besatzung wurde es als Kleiderkammer und Pferdelazarett genutzt. Die Preußischen Reformen 1808 führten zu einer völligen Umwidmung des Gebäudes. Ein Aspekt der Reformen war die Einführung der Kommunalen Selbstverwaltung. Am 20. März 1809 wurde das Haus zum ersten Tagungsort der ersten freigewählten Stadtverordnetenversammlung, wobei freigewählt dahingehend eingeschränkt werden muss, dass lediglich Männer wahlberechtigt waren und ein Zensus sowie die Stadtbürgerrechte gefordert waren.
Ab 1820 wurde das Haus als Stadtgericht mit angeschlossenem Gerichtsgefängnis genutzt. Zu diesem Zweck wurde das Haupthaus in ein Gerichtsgebäude und die Nebengebäude zu Gefängniszellen umgebaut. Der Revolutionär Max Dortu absolvierte hier 1847/48 sein Gerichtsreferendariat. Nach der preußischen Gerichtsreform von 1849 wurde das Areal um das Gebäude der Lindenstraße 55 baulich erweitert und fungierte fortan als Kreisgericht Potsdam. Unter anderem arbeitete der Schriftsteller Theodor Storm von 1853 bis 1856 als Assessor am Potsdamer Kreisgericht. Das Gefängnis im Hof bestand zu dieser Zeit aus neun Zellen mit Platz für 36 Inhaftierte. Im Zuge der Reichsjustizverfassung von 1879 wurde das Areal zum Sitz des Amtsgerichts Potsdam. Anfang des 20. Jahrhunderts wurde eine Vergrößerung des Haftbereichs notwendig, die zwischen 1907 und 1910 zum Abriss der alten Hofbebauung und zur Errichtung eines modernen Gefängnisbaus führte, der bis heute weitgehend vorhandenen Hofbebauung.
Der 1910 fertiggestellte Gefängnistrakt in der Lindenstraße 54/55 bestand aus 64 Einzelzellen und sechs Gemeinschaftszellen für insgesamt 90 Inhaftierte. Frauen und Männer wurden getrennt untergebracht. Daneben existierten Keller- und Wirtschaftsräume, Duschzellen und eine Kapelle. Es diente zur Verwahrung von Untersuchungsgefangenen des Amts- und Landgerichts Potsdam. Auch zu Kurzstrafen verurteilte Straftäterinnen und Straftäter verbüßten ihre Haftstrafe darin.

## Haft- und Gerichtsort im Nationalsozialismus
Mit dem Machtantritt der NSDAP 1933 begann in der Lindenstraße 54/55 die Zeit politischer und rassistischer Verfolgung und ideologisierter Strafjustiz. Seit Frühjahr 1933 diente es zur Inhaftierung politischer Gegner des NS- regimes, die vor allem im Zuge des Tages von Potsdam am 21. März 1933 gefangen genommen wurden. Nach dem Erlass des Gesetzes zur Verhütung erbkranken Nachwuchses wurde darüber hinaus ein sogenanntes „Erbgesundheitsgericht“ eingerichtet. Seine Aufgabe war es, in scheinbar justizförmiger Weise über die Zwangssterilisation von Personen zu entscheiden, die im Sinne der nationalsozialistischen Rassenhygiene als „erbkrank“ galten. Die Entscheidungen waren typischerweise reine Formsache. Das Gericht folgte in der weitaus überwiegenden Zahl der Fälle der Empfehlung der Gutachter. Es ordnete mindestens 3.300 Zwangssterilisationen an.
Seit Mitte der 1930er Jahre rückten in der Potsdamer Justiz zunehmend die Verfolgung politischer Straftaten und Verstößen gegen die NS-Rassengesetzgebung in den Fokus. Immer mehr Andersdenkende, Oppositionelle, Jüdinnen und Juden und mit Beginn des Zweiten Weltkriegs 1939 auch Zwangsarbeiterinnen und Zwangsarbeiter aus über 20 Ländern wurden im Gerichtsgefängnis in der Lindenstraße 54/55 inhaftiert.
Seit 1943 wurden in der Lindenstraße auch Angeklagte des Volksgerichtshof inhaftiert, da mehrere Senate nach der Zerstörung seines Sitzes in Berlin nach Potsdam verlegt wurden. Eine Vielzahl von Personen wurde hier während ihres Prozesses festgehalten, verurteilt und später andernorts hingerichtet, darunter der Ringer Werner Seelenbinder sowie zahlreiche Angehörige verschiedener Widerstandsgruppen.

## Untersuchungsgefängnis der sowjetischen Geheimpolizei
Nach dem Ende des Zweiten Weltkriegs beschlagnahmte das sowjetische Volkskommissariat für innere Angelegenheiten NKWD im Sommer 1945 den Gebäudekomplex und nutzte ihn – ab 1946 als Ministerium für Staatssicherheit (MGB) – als zentrales Untersuchungsgefängnis im Land Brandenburg. Das Gerichtsgebäude in der Lindenstraße war ebenfalls Verhandlungsort von Militärtribunalen, die langjährige Haftstrafen in Lagern des Gulag und mehr als 120 Todesurteile fällten.
Verhaftet und verurteilt wurden die Betroffenen als Nationalsozialisten, Kriegsverbrecher, Vaterlandsverräter und Profiteure, wie beispielsweise Hans Fritzsche. Vielfach wurden auch Unschuldige aufgrund von Denunziationen (z. B. unter dem Vorwurf der Werwolf-Tätigkeit) verhaftet.
Ab etwa 1947 änderte sich die Stoßrichtung der Verhaftungen. Nun wurden vor allem Personen verhaftet, die sich dem Aufbau einer kommunistischen Diktatur entgegenstellten und Widerstand leisteten. Diese Vorwürfe wurden nicht nach rechtsstaatlichen Prinzipien untersucht. Ziel der Untersuchungshaft war es vielmehr, durch unmenschliche Haftbedingungen Geständnisse zu bewirken. Zu den Opfern gehörte u. a. Jochen Stern sowie der Kommunalpolitiker Erwin Köhler und seine Frau Charlotte Köhler. Köhler amtierte bis kurz vor seiner Verhaftung als zweiter Bürgermeister Potsdams.

## MfS-Untersuchungsgefängnis in der DDR
Das Ministerium für Staatssicherheit (MfS) übernahm 1953 das Gefängnis. Es diente fortan als Untersuchungshaftanstalt der MfS für den Bezirk Potsdam. In jedem der 16 Bezirke der DDR wurde ein MfS-Untersuchungsgefängnis eingerichtet. Während die anderen MfS-Untersuchungsgefängnisse in Randlagen der jeweiligen Orte lagen, liegt die Lindenstraße im Zentrum der Stadt. Der NKWD hatte zur Geheimhaltung einen zwei Meter hohen uneinsehbaren Zaun errichtet, der den Bürgersteig vor dem Gebäude weiträumig abriegelte. Später wurde er durch eine Eisenkette ersetzt, die den unbefugten Zugang zum Gebäude verhinderte. Hierdurch sollte der Bevölkerung unmöglich gemacht werden, sich ein Bild von den Ereignissen im Gefängnis zu verschaffen.
Bis 1989 waren zwischen 6000 und 7000 Männer, Frauen und Jugendliche in der Lindenstraße inhaftiert. Viele der Tatvorwürfe zielten auf die Einschränkung der Meinungsfreiheit, etwa "Kriegs- und "Boykotthetze", "Staatsfeindliche Hetze" oder "Öffentliche Herabwürdigung". In den 1950er Jahren machten auch Spionagevorwürfe einen großen Teil der Ermittlungsverfahren gegen die Inhaftierten in der Lindenstraße aus. Nach dem Mauerbau 1961 waren in vielen Fällen Tatvorwürfe im Zusammenhang mit Flucht, Fluchthilfe oder Ausreiseanträgen Ausgangspunkt der Ermittlungen. Zu den Inhaftierten gehörten unter anderem die Regisseurin Sibylle Schönemann, die ihre Erfahrungen später in dem Dokumentarfilm Verriegelte Zeit thematisierte.
Die Zahl der einsitzenden politischen Häftlinge spiegelte die politische Lage der DDR wider. Nach dem Volksaufstand des 17. Juni 1953, dem Mauerbau 1961 und der Niederschlagung des Prager Frühlings 1968 stieg die Zahl der Häftlinge jeweils spürbar an.

## Friedliche Revolution und Haus der Demokratie
Im Zuge der Friedlichen Revolution 1989/90 wurde das Untersuchungsgefängnis aufgelöst und die Häftlinge freigelassen. Am Abend des 5. Dezember 1989 verschafften sich Aktivisten des Neuen Forums und der Sozialdemokratischen Partei Zutritt zum Untersuchungsgefängnis in der Lindenstraße. Noch im Dezember 1989 räumte das MfS das Gebäude und gab es zum Jahresende 1989 an die Stadt Potsdam zurück. In diesem Haus erhielten die neu entstandenen politischen Gruppen wie das Neue Forum, Demokratie Jetzt oder die Unabhängige Initiative Potsdamer Frauen für ihre politische Arbeit und besonders in Vorbereitung der anstehenden Wahlen Räume zugewiesen. Das Gebäude erhielt den Namen „Haus der Demokratie“.

## Die Gedenkstätte

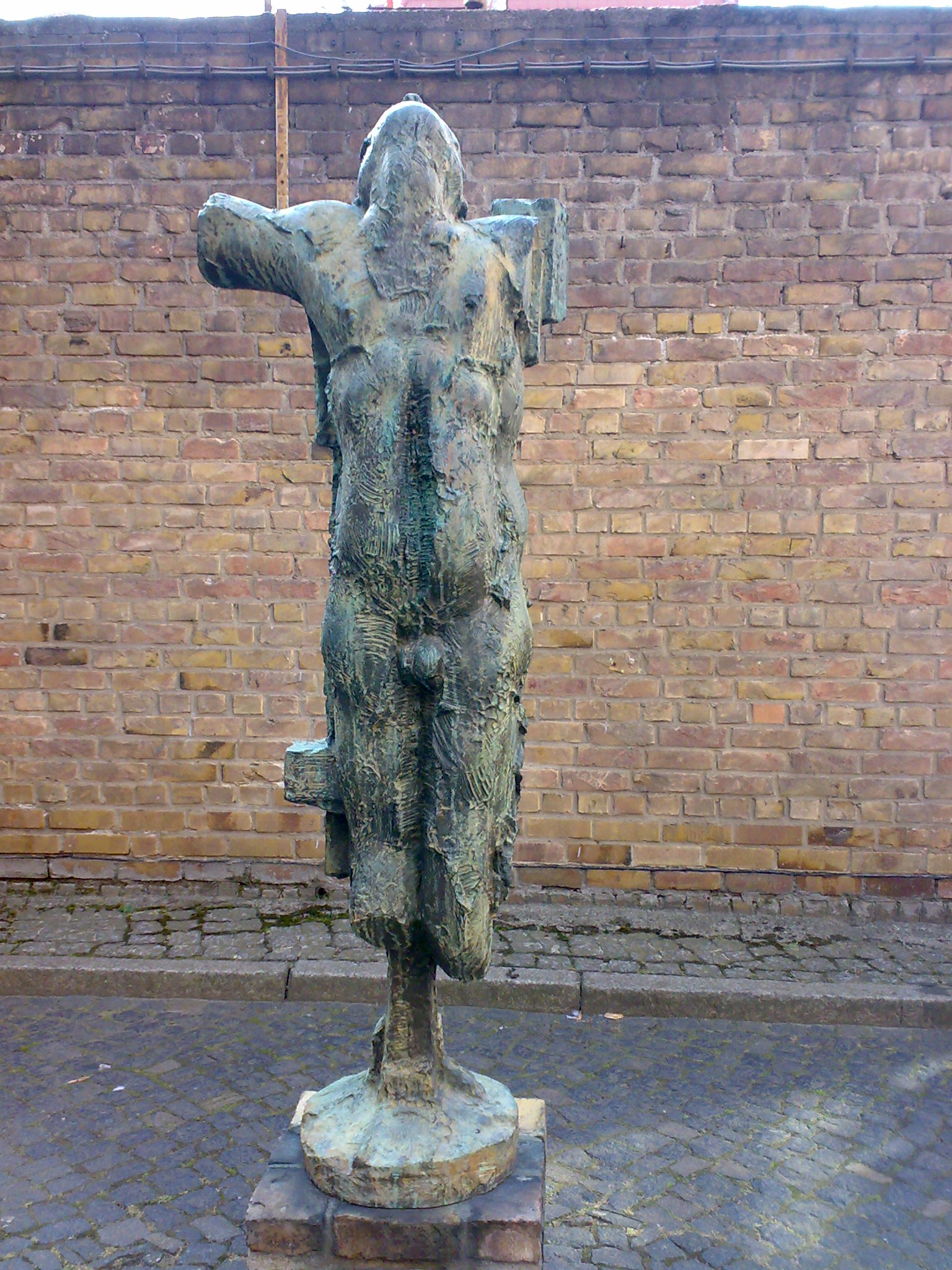
Denkmal Das Opfer

Der Gebäudekomplex wurde 1995 aufgrund einer Entscheidung der Potsdamer Stadtverordnetenversammlung zur Mahn- und Gedenkstätte erklärt. 2015 überführte die Landeshauptstadt Potsdam die Gedenkstätte in eine Stiftung. Die Stiftung wird aus Mitteln der Landeshauptstadt Potsdam und des Landes Brandenburg finanziert. Im Juni 2016 nahm die Stiftung Gedenkstätte Lindenstraße ihre Geschäfte auf. Seit dem 3. Oktober 2021 kennzeichnet eine Plakette das Gebäude zudem als „Ort der Demokratiegeschichte“ in Deutschland.
Die Stiftung verfolgt gemäß Satzung »vor allem das Ziel, die Geschichte der NS-Diktatur, der sowjetischen Besatzungsherrschaft und der SED-Diktatur und ihrer Opfer zu erforschen und zu dokumentieren, den Einsatz für Freiheit und Menschenrechte sowie die Überwindung der SED-Diktatur biographisch zu veranschaulichen und zu würdigen und das Gedenken an das menschliche Leid der Verfolgten wach zu halten.«
Am historischen Ort beleuchtet eine Dauerausstellung die wechselvolle Geschichte des Hauses Lindenstraße 54/55. Sonderausstellungen und Veranstaltungen ergänzen das Angebot. Darüber hinaus bietet die Stiftung ein Vermittlungsprogramm für unterschiedliche Zielgruppen an. Hierzu gehören unter andere Führungen, Workshops, Gespräche mit Zeitzeuginnen und Zeitzeugen sowie digitale und inklusive Vermittlungsangebote. Die Gedenkstätte ist für das Publikum dienstags bis sonntags geöffnet.
Auf dem Gefängnishof befindet sich die Skulptur Das Opfer. Das Bronzekunstwerk wurde 1995 von Wieland Förster geschaffen und ist den Opfern der Gewalt gewidmet.